# Alfa Sculptoris
Alfa Sculptoris (α Scl) – najjaśniejsza gwiazda w gwiazdozbiorze Rzeźbiarza. Jest odległa od Słońca o około 777 lat świetlnych.

## Charakterystyka
Jest to błękitna gwiazda sklasyfikowana jako olbrzym należący do typu widmowego B7. Jej temperatura to około 14 000 K, znacznie wyższa niż temperatura fotosfery Słońca. Gwiazda jest 1700 razy jaśniejsza od Słońca, ma siedmiokrotnie większy promień i 5,5 razy większą masę. Narodziła się około 81  milionów lat temu, prawdopodobnie względnie niedawno zakończyła etap syntezy wodoru w hel w jądrze i nie zdążyła jeszcze zamienić się w czerwonego olbrzyma.
Gwiazda ta ma nietypowo małą zawartość helu w warstwach powierzchniowych, zaledwie 45% typowej (równej 10% zawartości wodoru). Jej widmo wskazuje za to na wzbogacenie w krzem, tytan i mangan. Wiąże się to z wolnym obrotem gwiazdy wokół osi i działaniem pola magnetycznego, które koncentruje substancje wyniesione z wnętrza gwiazdy w plamach na powierzchni. Wskutek obrotu stają się one widoczne z Ziemi lub znikają, powodując zmienność widma gwiazdy. Alfa Sculptoris jest położona bardzo daleko od płaszczyzny dysku galaktycznego, zaledwie 2,7° od południowego bieguna galaktycznego.